# サンフェルナンド (ラウニオン州)
サンフェルナンド（San Fernando）は、フィリピン北部ルソン島にあるラウニオン州の州都で、イロコス地方（Ilocos Region, Region I）に属する。この都市は1998年に地方自治体から都市となり、サンフェルナンド港を持ち、イロコス地方の政治、経済、産業の中心都市でもある。
サンフェルナンドは古くから貿易で栄え、磁器、ビーズなどが発見されており、中国本土と中東で取引していたものである。また、この辺りは海賊にも見舞われ、南からイスラム教徒が、北から中国人によって街はしばしば急襲された。
第二次世界大戦中は、サンフェルナンド (パンパンガ州)との区別のため、日本軍により北サンフェルナンドと呼ばれていた。